# 凤凰出版传媒集团
凤凰出版传媒集团，全名江苏凤凰出版传媒集团有限公司，簡稱凤凰集团，是一家控股公司，旗下有凤凰传媒和凤凰股份兩所上市公司，江苏新广联、上海法普罗兩所新三板掛牌公司。
凤凰出版传媒集团前身可以追溯到1953年1月1日成立的江苏人民出版社，是中國大陸主要出版集團之一，也是當地首個資產超過100億元人民幣的出版集團，除了出版相關業務還涉及酒店、房地產和金融。
凤凰出版传媒集团的成立源於江蘇出版業的改革。1998年，江苏省新华书店從事业单位改為企業。1999年4月，江苏省新华书店改組成「江苏省新华书店集团有限公司」和81個子公司，成立「江苏新华发行集团」。2004年，江苏新华发行集团旗下事业单位全面企業化，員工取消編制。2008年新华发行集团改組為「凤凰出版传媒集团」，房地產業務拆分成鳳凰置業於2010年借殼上市（現凤凰股份），出版相關業務拆分成鳳凰傳媒於2011月12月在上交所上市。凤凰集团還控股多家公司，投資利潤佔總收入三分之一，它是江苏银行和南京证券第二大股東（南京证券股權在2010年轉移到凤凰股份旗下），還持有苏银金融租赁16%股權等。2016年10月27日，凤凰集团成立「江苏凤凰出版传媒集团财务有限公司」，負責集團旗下公司的資金管理。